# Diocesi di Sarh
La diocesi di Sarh (in latino: Dioecesis Sarhensis) è una sede della Chiesa cattolica in Ciad suffraganea dell'arcidiocesi di N'Djamena. Nel 2023 contava 85.917 battezzati su 800.000 abitanti. È retta dal vescovo Miguel Ángel Sebastián Martínez, M.C.C.I.

## Territorio
La diocesi comprende la provincia di Moyen-Chari in Ciad.
Sede vescovile è la città di Sarh, dove si trova la cattedrale dell'Immacolata Concezione.
Il territorio è suddiviso in 12 parrocchie.

## Storia
La diocesi di Fort-Archaumbault fu eretta il 22 settembre 1961 con la bolla Latissimas Ecclesias di papa Giovanni XXIII, ricavandone il territorio dalla diocesi di Fort-Lamy, che nel contempo divenne arcidiocesi e ora ha il nome di arcidiocesi di N'Djamena.
Il 22 agosto 1972 ha assunto il nome attuale per effetto del decreto Cum Excellentissimus della Congregazione per l'evangelizzazione dei popoli.
Il 1º dicembre 2001 e il 12 agosto 2023 ha ceduto porzioni di territorio a vantaggio dell'erezione rispettivamente della prefettura apostolica di Mongo (oggi vicariato apostolico) e della diocesi di Koumra.

## Cronotassi dei vescovi
Si omettono i periodi di sede vacante non superiori ai 2 anni o non storicamente accertati.
- Henri Véniat, S.I. † (22 dicembre 1961 - 7 marzo 1987 dimesso)
- Matthias N'Gartéri Mayadi † (7 marzo 1987 - 11 giugno 1990 nominato vescovo di Moundou)
- Goetbé Edmond Djitangar (11 ottobre 1991 - 20 agosto 2016 nominato arcivescovo di N'Djamena)
  - Sede vacante (2016-2018)
- Miguel Ángel Sebastián Martínez, M.C.C.I., dal 10 ottobre 2018

## Statistiche
La diocesi nel 2023 su una popolazione di 800.000 persone contava 85.917 battezzati, corrispondenti al 10,7% del totale.
| anno | popolazione | popolazione | popolazione | presbiteri | presbiteri | presbiteri | presbiteri                | diaconi | religiosi | religiosi | parrocchie |
| anno | battezzati  | totale      | %           | numero     | secolari   | regolari   | battezzati per presbitero | diaconi | uomini    | donne     | parrocchie |
| ---- | ----------- | ----------- | ----------- | ---------- | ---------- | ---------- | ------------------------- | ------- | --------- | --------- | ---------- |
| 1970 | 16.600      | 400.000     | 4,2         | 36         | 3          | 33         | 461                       |         | 44        | 33        | 15         |
| 1980 | 25.000      | 577.000     | 4,3         | 37         | 3          | 34         | 675                       |         | 42        | 54        | 25         |
| 1988 | 38.200      | 654.000     | 5,8         | 42         | 3          | 39         | 909                       |         | 49        | 61        | 17         |
| 1999 | 46.477      | 929.922     | 5,0         | 43         | 12         | 31         | 1.080                     |         | 42        | 70        | 17         |
| 2000 | 47.799      | 922.999     | 5,2         | 48         | 14         | 34         | 995                       |         | 44        | 55        | 16         |
| 2001 | 47.478      | 738.595     | 6,4         | 45         | 13         | 32         | 1.055                     |         | 45        | 60        | 15         |
| 2002 | 67.806      | 747.741     | 9,1         | 42         | 18         | 24         | 1.614                     |         | 39        | 72        | 15         |
| 2003 | 107.800     | 1.051.789   | 10,2        | 51         | 21         | 30         | 2.113                     |         | 51        | 75        | 15         |
| 2004 | 111.300     | 1.078.134   | 10,3        | 49         | 19         | 30         | 2.271                     |         | 41        | 66        | 15         |
| 2010 | 98.890      | 1.235.370   | 8,0         | 63         | 27         | 36         | 1.569                     |         | 67        | 59        | 17         |
| 2013 | 141.549     | 1.340.000   | 10,6        | 37         | 18         | 19         | 3.825                     |         | 19        | 33        | 17         |
| 2014 | 147.135     | 1.375.000   | 10,7        | 43         | 24         | 19         | 3.421                     |         | 44        | 53        | 17         |
| 2017 | 197.680     | 1.494.000   | 13,2        | 56         | 30         | 26         | 3.530                     |         | 46        | 36        | 17         |
| 2020 | 220.200     | 1.664.000   | 13,2        | 58         | 32         | 26         | 3.796                     |         | 63        | 34        | 22         |
| 2022 | 211.910     | 1.800.000   | 11,8        | 51         | 25         | 26         | 4.155                     |         | 65        | 39        | 23         |
| 2023 | 85.917      | 800.000     | 10,7        | 13         | 13         |            | 6.609                     |         | 27        | 27        | 12         |